# Karin Michaëlis
Karin Brøndum Michaëlis, född 20 mars 1872 i Randers, död 11 januari 1950 i Köpenhamn, var en dansk författare och journalist. Hon var en tid gift med författaren Sophus Michaëlis. Hon gav ut ett 30-tal vuxenböcker samt ett antal ungdomsböcker. Dessutom verkade hon som filantrop.

## Biografi

### Tidiga år
Karin Michaëlis växte upp i Randers under blygsamma omständigheter men med borgerliga ambitioner. Fadern var telegrafist och modern band kransar. Äldre kvinnliga släktingar betydde mycket för hennes utveckling. Hon har beskrivit denna miljö i första delen av bokserien Pigen med glasskaarene. Sitt första arbete hade hon som privatlärare. Därefter flyttade hon till Köpenhamn för att utbilda sig till pianolärare.

### Två äktenskap, filantrop
Genom gemensamma vänner lärde hon känna sin första make Sophus Michaëlis som var språkutbildad och verksam som författare. Genom honom lärde hon känna Köpenhamns kulturpersonligheter. Makarna byggde ett sommarhus på Thurø nära Svendborg.
Efter 1911 blev det ett helårsboende för Karin Michaëlis och gav henne möjlighet att erbjuda en fristad åt flera vänner. Hennes generositet var omtalad och utnyttjades möjligen okritiskt. Under förkrigsåren fick tyska flyktingar, bland andra paret Bertolt Brecht och Helene Weigel, möjlighet att vistas där. Bertolt Brechts pjäs Den goda människan från Sezuan anses ha Karin Michaëlis som förebild.
Äktenskapet med Sophus Michaëlis upplöstes 1911. Samma år gifte hon sig med den norskamerikanske ekonomiprofessorn Charles Stangeland och de bodde samman under några år i Berlin och London. Äktenskapet kom att präglas av dennes svartsjuka och makarna gick skilda vägar 1930. Båda äktenskapen blev barnlösa.

### Författare och på resande fot
Karin Michaëlis debuterade som författare i slutet av 1890-talet. I de första böckerna strävade hon efter att efterlikna makens författarskap. När denne 1902 var på en längre utlandsresa skrev Karin Michaëlis en dagboksroman, Barnet, som kom att bli hennes genombrott. Samma år gav hon ut brevromanen Lillemor och hade nu funnit sin egen stil. Böckerna fick ett positivt mottagande och översattes till flera språk. Karin Michaëlis publicerade sammanlagt 36 romaner, nio barnböcker och två självbiografier. Flertalet utgavs i Tyskland, ibland före den danska upplagan.
Redan under det första äktenskapet gjorde makarna många utlandsresor, och de besökte årligen Karin Michaëlis' systrar i USA. Karin Michaëlis var också verksam som journalist och skrev om reseupplevelser, kända personer, kvinnofrågor, krig och fredsfrågor i såväl inhemska som utländska tidningar. Under första världskriget var hon engagerad i välgörenhetsarbete i Wien där hennes goda vän pedagogen Eugenie Schwarzwald ledde en progressiv flickskola. Författaren beskrev denna i fiktiv form i boken Glædens Skole (1914). Svenska pedagogen och kvinnosakskämpen Ellen Key uppmärksammade denna och kom strax före sin död att uppmana Eugenie Schwarzwald och Karin Michaëlis att överta kampen för fred och skolreformer. Hos makarna Schwarzwald höll man också en känd salong där konstnärer och intellektuella träffades. Karin Michaëlis lärde på så sätt känna många personer i den europeiska kultureliten.

### Humanitärt och politiskt engagemang
Under första världskriget gjorde Karin Michaëlis som sin uppgift att uppmärksamma den nöd som rådde i de krigförande länderna. Hon fick möjlighet att resa bakom fronten där hon besökte flykting- och fångläger, sjukhus och vapenfabriker. Hon publicerade sina reportage bland annat i Politiken och sammanställde dem sedan i boken Krigens Ofre (1916). I Danmark ansåg man att hennes engagemang var protyskt ur politiska aspekter medan författaren i första hand drevs av medkänsla med alla offer, inte minst alla kvinnors uppoffringar.
Från mitten av 1920-talet såg Karin Michaëlis faran med den framväxande fascismen och protesterade mot krig, förtryck och förföljelse på olika sätt.Hon deltog i den första paneuropeisk kongressen i Wien 1926 och skrev om denna med stor entusiasm. 1932 uttalade hon sig offentligt i Berlin mot nazismen vid flera tillfällen. Från 1939 blev hennes böcker förbjudna i Tyskland under argumenten att hon var "pacifist, individualist, kvinnosakskämpe, liberal-demokratisk och extremt judevänlig".

### Senare år
1939 reste Karin Michaëlis till USA med avsikten att stanna några månader men efter krigsutbrottet avråddes hon från att försöka återvända. Hon blev kvar i USA till 1946 och tvingades leva under pressade ekonomiska omständigheter eftersom tidigare inkomstkällor från böcker, artiklar och föredrag i Europa uteblev.
Efter krigsslutet återvände Karin Michaëlis till Danmark men var då åldrad och kunde inte längre bo kvar på Thurø. Som författare och kulturpersonlighet var hon mer eller mindre bortglömd.

## Författarskap
Ett grundtema i författarskapet är förtryck och frigörelse ur ett kvinnoperspektiv liksom kvinnlig sexualitet efter övergångsåldern. Efter 1910 års Den farlige alder, som behandlade detta tema, blev Karin Michaelis såväl ifrågasatt som en efterfrågad föreläsare på kontinenten.
I de första böckerna publicerade 1898 och 1901 var Karin Michaëlis osäker i sitt författarskap och hade inte funnit sitt eget språk. Med Barnet och Lillemor (1902 respektive 1903), romaner som gavs ut i både Tyskland och Danmark, vann författaren internationellt erkännande och översattes till många språk. Romanerna skildrar kvinnlig sexualitet, dels under puberteten, dels hos en ung kvinna som ingått äktenskap med en äldre man.
I Den farlige Alder (1909) skildras psyke och kroppsliga förändringar hos en kvinna i övergångsåldern. Romanen väckte stor uppmärksamhet och såldes i mycket stora upplagor, inte minst i Tyskland och Frankrike. Den gav också upphov till upprördhet och kritik. Romanen filmatiserades i Danmark 1911 och i Tyskland 1927. Det har också diskuterats om romanen kan ha inspirerat Simone de Beauvoir till att 1942 skriva Le Deuxieme Sexe (Det andra könet). Syv søstre sad från 1923 är en brevroman där sju kvinnors livsöden skildras genom deras brev till varandra. Tre av kvinnorna är ogifta och självförsörjande (en konsthistoriker, en sångerska, en barnmorska), medan de övriga är borgerligt gifta.
Krigens Ofre (1916) är en sammanställning av reportage från fångläger, sjukhus och vapenfabriker bakom fronten under första världskriget. Karin Michaëlis var särskilt angelägen om att belysa kvinnornas situation och de humanitära insatserna.
Karin Michaëlis publicerade två självbiografiska verk, Træet paa Godt og Ondt i 5 band (1923-1930) samt Vidunderlige Verden (1948–1950). De två första delarna Pigen med Glasskaarene och Lille Løgnerske, vilka skildrar Karin Michaëlis barndom, ingår i båda verken.
I sju illustrerade ungdomsböcker som väckte stor popularitet skriver Karin Michaëlis om pojkflickan Bibi. Bibi är en moderlös flicka, dotter till en stins. Hon lever ett fritt och självständigt liv, klättrar i flaggstänger och går på lina, reser runt i landet på egen hand genom frikort på järnvägen och har bristande respekt för det traditionella skolsystemet. I varje bok blir hon ett år äldre och utvidgar sina resor till Tyskland och Tjeckoslovakien. I de senare böckerna introduceras fyra väninnor. Bland annat syr de blå overaller som ett uttryck för friheten i att inte se skillnad på flickor och pojkar. Bibi lär sig att flyga, hon fördjupar sig i morfaderns bibliotek med filosofisk litteratur och hon arbetar som bonddräng.
Bibi-böckerna översattes till flera språk och blev mera uppskattade i utlandet än i Danmark. I doktorsavhandlingen Fria flickor före Pippi (2011) beskriver Eva Wahlström, med hänvisning till Karin Michaëlis, hur modeller för det fria barnet formades redan under mellankrigstiden. En dansk avhandling av Anna Wegener behandlar Bibi-böckerna med frågeställningen varför den internationationella succén inte motsvarades av det danska mottagandet av bokserien.
Under ett tiotal år arbetade Karin Michaëlis med ungdomsboken Den grønne Ø. Det är en skildring av ett utopiskt samhälle som växer fram på en ö efter att resten av världen förefaller ha gått under i en katastrof. Ur vissa aspekter kan den ses som en nyckelroman där invånare på Thurø kan identifieras och inte minst en av huvudpersonerna, "jordemoderen Syltesørinne", kan uppfattas som författarens alter ego. Jordemoderen, barnmorskan speglar författarens uppfattning om kvinnor, barnuppfostran, medkänsla och hjälpsamhet. Dessutom hade hon en omvittnad mani för att koka sylt (!). Det samhälle som efter de första prövningarna växer fram har en ekosocialistisk karaktär där medlemmarnas samverkan och lojalitet leder till samhällets överlevnad.

## Utmärkelser
- Tagea Brandts rejselegat for kvinder, 1927